# Styrman Karlssons flammor
Styrman Karlssons flammor är en svensk roman av Sigge Strömberg och en därpå baserad musikteaterföreställning vilken också filmatiserats.

## Boken
Boken Styrman Karlssons flammor (med undertiteln En svensk sjömans äventyr) utkom 1918 på Åhlén & Åkerlunds förlag. Boken kom under de följande åren snabbt i flera nya upplagor. Den åttonde upplagan (1923) var försedd med 40 illustrationer av Per Lindroth. Den  sista upplagan som förtecknas i Libris utkom 1926.
En dansk översättning av Paul Sarauw, Styrmand Karlssons Kærester - En svensk Sømands Eventyr, utgavs 1919 och en finsk av Erkki Sovero, Perämies Karlssonin heilat - Kertomus ruotsalaisen merimiehen seikkailuista, 1927.

## Pjäsen
Romanen bearbetades 1923 för scenen av Björn Hodell, vilken sålde sitt pjäsmanus till teaterkungen Albert Ranft. Denne lät komplettera manuset med sångtexter av Karl-Ewert till musik av Helge Lindberg. Pjäsen fick premiär på Södra Teatern den 3 mars 1925. Huvudrollen som styrman Kalle Karlsson gjordes ursprungligen av Sigurd Wallén, vilken även bidrog med viss manusbearbetning. Efter sommaruppehållet fick pjäsen nypremiär den 1 september, men nu med Thor Modéen i huvudrollen. Redan samma år spelades pjäsen bland annat på Hippodromen i Malmö och gjordes en första filmatisering (se nedan). I modernare tid har pjäsen spelats på bland annat Folkteatern i Göteborg 1966 i regi av Claes Sylwander och med Ivar Wiklander i huvudrollen.
I Danmark har Styrman Karlssons flammor spelats dels som radioteater 1955, dels i en omarbetning av Henrik H. Lund och Flemming Jensen 1980. Till den senare skrevs helt ny musik av Egil Monn-Iversen.

## Uppföljare
Strömberg skrev redan 1919 en uppföljare till sin första roman, betitlad Styrman Karlssons bröllopsresa, vilken även den dramatiserades av Hodell och hade premiär 1926. Thor Modéen gjorde här åter huvudrollen.

## Filmatiseringar
Styrman Karlssons flammor har filmatiserats två gånger i Sverige, en gång som stumfilm och en som ljudfilm men båda i regi av Gustaf Edgren. Ljudfilmen använder inte pjäsversionens musik. Därtill finns även en dansk filmatisering från 1958 med manus av Paul Sarauw, John Olsen och Annelise Reenberg samt i regi av den sistnämnda av dessa.
- Styrman Karlssons flammor (film, 1925) (med Ernst Rolf i titelrollen)
- Styrman Karlssons flammor (film, 1938) (med Anders Henrikson i titelrollen)
- Styrmand Karlsen (med Frits Helmuth i titelrollen)

## Galleri

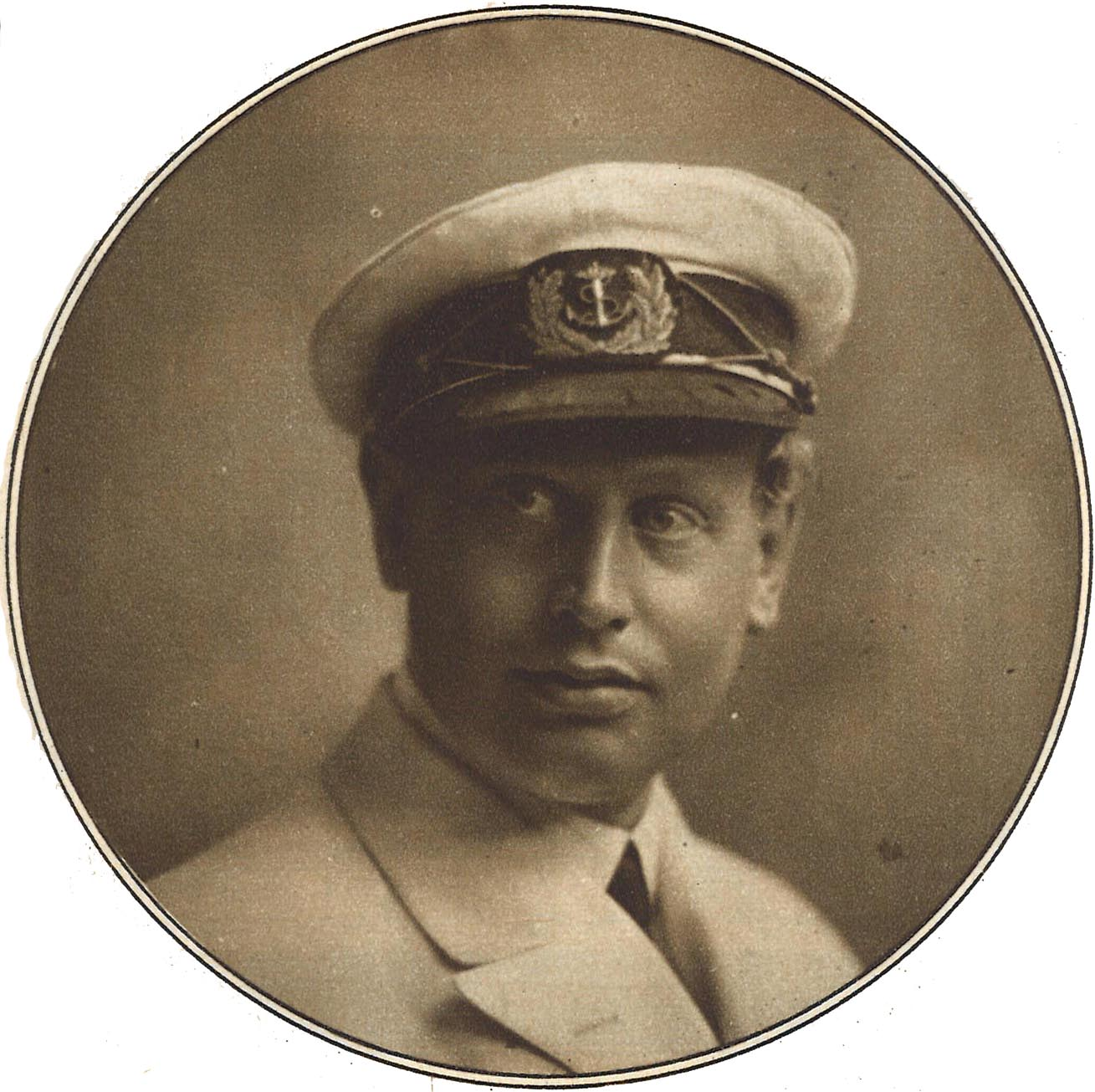
Thor Modéen som styrman Karlsson i Södra Teaterns uppsättning 1925.
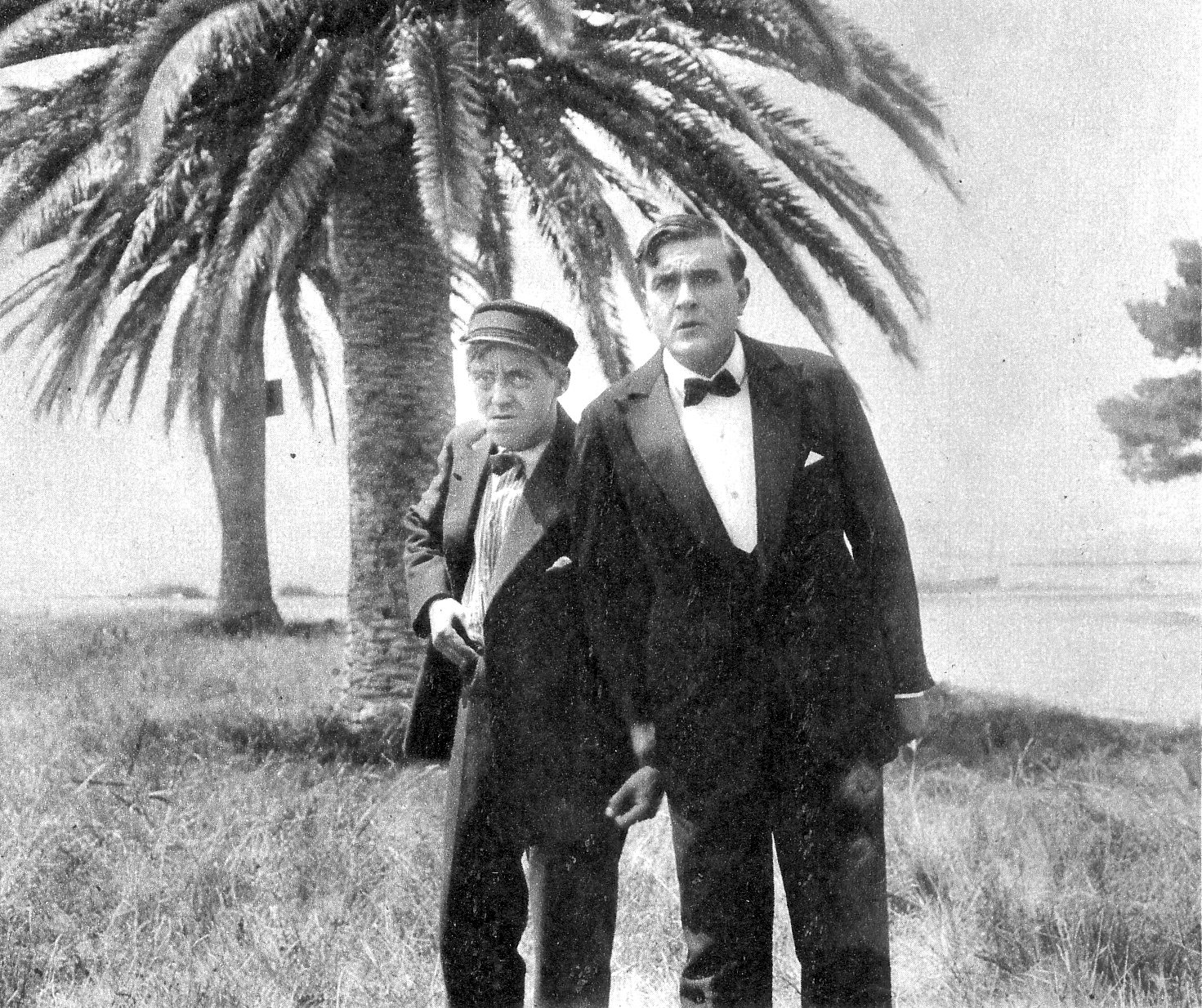
Fridolf Rhudin och Ernst Rolf i filmversionen från 1925.
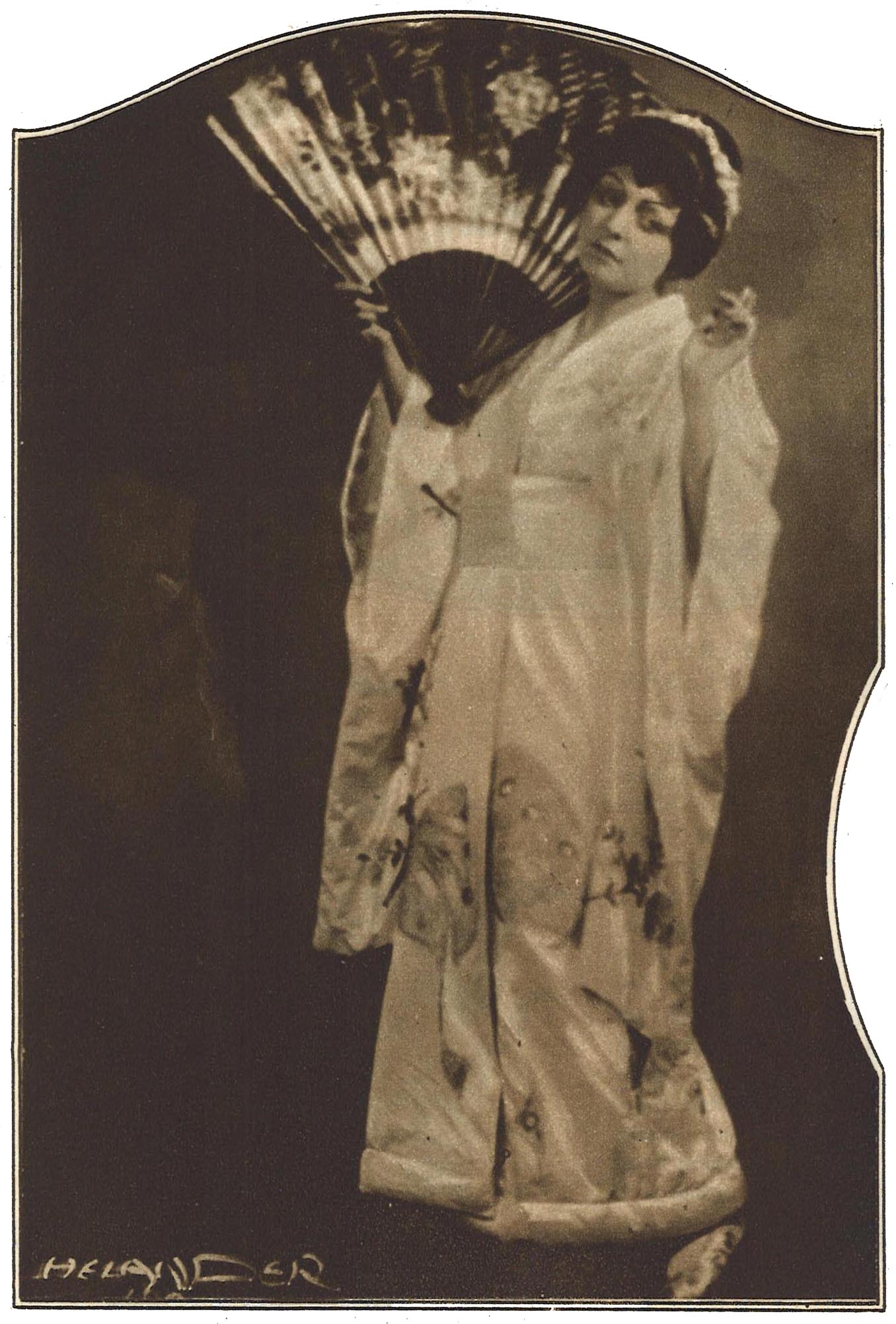
Gudrun Folmer-Hansen som japanska i en scenuppsättning 1925, troligen på Södra Teatern.